# انتخابات مجلس مشورتی مصر (۲۰۱۲)
انتخابات مجلس مشورتی مصر که مکمل مجلس نمایندگان مصر است، برای تعیین دوسوم نمایندگان مجلس مشورتی مصر در بهمن و اسفند ۱۳۹۰ (ژانویه و فوریهٔ ۲۰۱۲) برگزار می‌گردد.
این مجلس نیروی ویژه‌ای ندارد و بیشتر در پیش‌نویس‌ها و لایحه‌ها و تعیین نویسندگان قانون اساسی و این چیزها نقش دارند.
پس از انقلاب مصر (۲۰۱۱) گروه‌های زیادی خواهان انحلال این مجلس بوده‌اند.

## ترکیب مجلس
مجلس حدود ۲۷۰ عضو دارد که دوسوم یعنی ۱۸۰ تا را خود مردم انتخاب می‌کنند که دوسومشان حزبی و بقیه مستقل‌اند. عضو دیگر رئیس‌جمهور انتخاب می‌کند.

## برگزاری
انتخابات دو مرحله دارد:
- مرحلهٔ نخست: ۹ و ۱۰ بهمن، دور دوم ۱۸ و ۱۹ بهمن
- مرحلهٔ دوم: ۲۵ و ۲۶ بهمن، دور دوم ۲ و ۳ اسفند

البته قرار بود این انتخابات نیز مانند مجلس سه مرحله باشد ولی برای کاستن زمان دو مرحله شد.

## نتیجه
در این انتخابات اسلامگرایان توانستند ۸۳٬۵٪ رای بیاورند.
|  | حزب              | مرام                           | رای‌های حزبی | ٪ حزبی | کرسی‌های حزبی | کرسی‌های فردی | کرسی | ٪      |
|  | ---------------- | ------------------------------ | ----------- | ------ | ------------ | ------------ | ---- | ------ |
|  | آزادی و عدالت    | اخوان‌المسلمین اسلام‌گرا         | ۲٬۸۹۴٬۹۲۲   | ۴۵٫۰۴٪ | ۵۶           | ۴۹           | ۱۰۵  | ۵۸٫۳۳٪ |
|  | نور              | اسلام‌گرای سفی                  | ۱٬۸۴۰٬۰۱۴   | ۲۸٫۶۳٪ | ۳۸           | ۷            | ۴۵   | ۲۵٫۰۰٪ |
|  | وفد جدید         | لیبرالِ ملی‌گرا                  | ۵۴۳٬۴۱۷     | ۸٫۴۵٪  | ۱۴           | ۰            | ۱۴   | ۷٫۷۸٪  |
|  | ائتلاف مصریه     | مردم‌سالاری لیبرال              | ۳۴۸٬۹۵۷     | ۵٫۴۳٪  | ۸            | ۰            | ۸    | ۴٫۴۴٪  |
|  | حزب آزادی        | اعضای پیشین حزب ملی مردم‌سالاری | ۸۴٬۹۳۶      | ۱٫۳۲٪  | ۳            | ۰            | ۳    | ۱٫۶۷٪  |
|  | صلح مردم‌سالارانه | مردم‌سالاری لیبرال              | ۹۵٬۲۷۳      | ۱٫۴۸٪  | ۱            | ۰            | ۱    | ۰٫۵۶٪  |
|  | مستقل            | مستقل                          | --          | --     | ۰            | ۴            | ۴    | ۲٫۲۲٪  |
|  | مجموع            |                                | ۶٬۴۲۷٬۶۶۶   | ۱۰۰٪   | ۱۲۰          | ۶۰           | ۱۸۰  | ۱۰۰٪   |

### مرحلهٔ نخست
بر اساس این نتیجه‌ها اسلامگرایان در این مرحله دقیق ۸۰٪ رای‌ها را به دست آورده‌اند.
|  | حزب              | مرام                           | رای‌های حزبی | ٪ حزبی | کرسی‌های حزبی | کرسی‌های فردی | کرسی | ٪      |
|  | ---------------- | ------------------------------ | ----------- | ------ | ------------ | ------------ | ---- | ------ |
|  | آزادی و عدالت    | اخوان‌المسلمین اسلام‌گرا         | ۱٬۵۷۷٬۰۵۴   | ۴۴٫۵۰٪ | ۲۸           | ۲۵           | ۵۳   | ۵۸٫۸۹٪ |
|  | نور              | اسلام‌گرای سفی                  | ۱٬۰۰۷٬۳۳۸   | ۲۸٫۴۲٪ | ۱۸           | ۱            | ۱۹   | ۲۱٫۱۱٪ |
|  | وفد جدید         | لیبرالِ ملی‌گرا                  | ۳۰۴٬۹۳۳     | ۸٫۶۰٪  | ۶            | ۰            | ۶    | ۶٫۶۷٪  |
|  | ائتلاف مصریه     | مردم‌سالاری لیبرال              | ۲۲۷٬۴۳۷     | ۶٫۴۲٪  | ۵            | ۰            | ۵    | ۵٫۵۶٪  |
|  | حزب آزادی        | اعضای پیشین حزب ملی مردم‌سالاری | ۳۸٬۷۵۰      | ۱٫۰۹٪  | ۲            | ۰            | ۲    | ۲٫۲۲٪  |
|  | صلح مردم‌سالارانه | مردم‌سالاری لیبرال              | ۴۳٬۷۸۶      | ۱٫۲۴٪  | ۱            | ۰            | ۱    | ۱٫۱۱٪  |
|  | مستقل            | مستقل                          |             |        | ۰            | ۴            | ۴    | ۴٫۴۴٪  |
|  | مجموع            |                                | ۳٬۵۴۳٬۹۷۲   | ۱۰۰٪   | ۶۰           | ۳۰           | ۹۰   | ۱۰۰٪   |

### مرحلهٔ دوم
بر اساس این نتیجه‌ها اسلامگرایان در این مرحله ۸۷٪ کرسی‌ها را به دست آورده‌اند.
|  | حزب           | مرام                           | رای‌های حزبی | ٪ حزبی | کرسی‌های حزبی | کرسی‌های فردی | کرسی | ٪      |
|  | ------------- | ------------------------------ | ----------- | ------ | ------------ | ------------ | ---- | ------ |
|  | آزادی و عدالت | اخوان‌المسلمین اسلام‌گرا         | ۱٬۳۱۷٬۸۶۸   | ۴۵٫۷۰٪ | ۲۸           | ۲۴           | ۵۲   | ۵۷٫۷۸٪ |
|  | نور           | اسلام‌گرای سفی                  | ۸۳۲٬۶۷۶     | ۲۸٫۸۸٪ | ۲۰           | ۶            | ۲۶   | ۲۸٫۸۹٪ |
|  | وفد جدید      | لیبرالِ ملی‌گرا                  | ۲۳۸٬۴۸۴     | ۸٫۲۷٪  | ۸            | ۰            | ۸    | ۸٫۸۹٪  |
|  | ائتلاف مصریه  | مردم‌سالاری لیبرال              | ۱۲۱٬۵۲۰     | ۴٫۲۱٪  | ۳            | ۰            | ۳    | ۳٫۳۳٪  |
|  | حزب آزادی     | اعضای پیشین حزب ملی مردم‌سالاری | ۴۶٬۱۸۶      | ۱٫۶۰٪  | ۱            | ۰            | ۱    | ۱٫۱۱٪  |
|  | مجموع         |                                | ۲٬۸۸۳٬۶۹۴   | ۱۰۰٪   | ۶۰           | ۳۰           | ۹۰   | ۱۰۰٪   |

## پی‌نوشت و منبع
1. ↑  «نظام القوائم الحزبیة» (به عربی). إنتخابات مجلس الشوری ٢٠١٢. بهمن ۱۳۹۰.[پیوند مرده]
2. ↑  «الموقع الرسمی للجنة العلیا الانتخابات» (به عربی). کارگروه عالی انتخابات (مصر). بهمن ۱۳۹۰.